# Marie Alrutz
Marie Louise Alrutz, född 10 april 1943 i Stockholm, är en svensk journalist.
Hon gick ut Journalisthögskolan 1965, Institutet för högre reklam- och kommunikationsutbildning (IHR) 1970.
Hon var anställd hos Åhlén & Åkerlunds förlag 1965–1969, hos tidningen Resumé 1970–1972, hos Arabia 1972–1973, hos Rädda Barnen 1973–1975, hos Habit 1975–1979, hos Köpmannen 1979–1983 och hos Bra Företag 1984–1985. Hon frilansade mellan 1986 och 1988. Från 1988 arbetade hon för Veckans affärer.
Från 1986 var hon ledamot i Publicistklubbens stipendiekonto och Hiertanämnden.
Tillsammans med andra har hon skrivit Vi tror på framtiden (1982) och Fnitter (1983).
Hon är dotter till Jan-Otto Alrutz och Ann-Marie, född Wiborgh.